# Landschaftsschutzgebiet Grünlandinseln um Winterberg
Das Landschaftsschutzgebiet Grünlandinseln um Winterberg mit 99,66 ha Größe liegt um Winterberg. Das Gebiet wurde 2008 vom Kreistag des Hochsauerlandkreises mit dem Landschaftsplan Winterberg als Landschaftsschutzgebiet (LSG) Typ C ausgewiesen. Das LSG besteht aus 15 Teilflächen. Das LSG ist bis auf zwei Teilflächen ein gesetzlich geschütztes Biotop nach § 30 BNatSchG. Eine Teilfläche gehört Großteils seit 2004 zum FFH-Gebiet Bergwiesen bei Winterberg (DE 4717-305). Weitere Teilgebiete des FFH-Gebietes liegen in anderen Bereichen Winterbergs. Im LSG gibt es extensiv genutzte Bergwiesen mit Mähnutzung und Weideflächen. Im LSG befinden sich fast nur montane Bergwiesen mit Magergrünlandgesellschaften.

## Rechtliche Rahmen
Das Landschaftsschutzgebiet Grünlandinseln um Winterberg wurde als eines von 13 Landschaftsschutzgebieten vom Typ C, Wiesentäler und bedeutsames Extensivgrünland im Stadtgebiet von Winterberg, ausgewiesen. Wie in den anderen 12 Landschaftsschutzgebieten vom Typ C im Landschaftsplangebiet Winterberg besteht im LSG Talsystem der Elpe ein Umwandlungsverbot von Grünland und Grünlandbrachen in Acker oder andere Nutzungsformen. Eine Erstaufforstung und eine Anlage von Weihnachtsbaumkulturen ist verboten. Eine maximal zweijährige Ackernutzung innerhalb von zwölf Jahren ist erlaubt, falls damit die Erneuerung der Grasnarbe vorbereitet wird. Dies gilt als erweiterter Pflegeumbruch. Beim erweiterten Pflegeumbruch muss ein Mindestabstand von fünf Metern vom Mittelwasserbett eingehalten werden.

## Schutzzweck
Die Ausweisung erfolgte zur Ergänzung der Naturschutzgebiets-Ausweisung in den Talauen von Winterberg um ein Offenlandbiotop-Verbundsystem zu schaffen, damit Tiere und Pflanzen Wanderungs- und Ausbreitungsmöglichkeiten behalten, und dem Erhalt der Vorkommen geschützter Vogelarten sowie dem Schutz artenreicher Pflanzengesellschaften.